# Кунг-фу: Кіноверсія
Кунг-фу: Кіноверсія — пригодницький фільм 1986 року.

## Сюжет
Фільм описує події, які відбуваються на Дикому заході в 19 сторіччі. Головний герой картини Кейн, в ролі якого знімається Карадайн, - американський священик китайського походження, який мандрує селами у пошуках духовної гармонії. Час від часу на його дорозі зустрічаються погані хлопці, яким наш правильний герой вимушений вправляти мізки. Одного дня, зупинившись в невеликому містечку, Кейн дізнається, що місцеві торгівці опіумом обернули жителів містечка в рабів. До сходу сонця Кейн вступає в запеклу дуель із загадковим хлопцем. Кейна охоплює потрясіння, коли він дізнається, що його противник - його ж плоть і кров.